# L'Intrus (roman de Benzoni)
Cet article concerne le roman de Juliette Benzoni. Pour le roman de William Faulkner, voir L'Intrus.
Pour les articles homonymes, voir L'Intrus.
L'Intrus  est un roman historique de Juliette Benzoni paru en 1993 aux éditions Julliard. Il compose le troisième volet de la tétralogie Les Treize Vents.